# Marcos 2

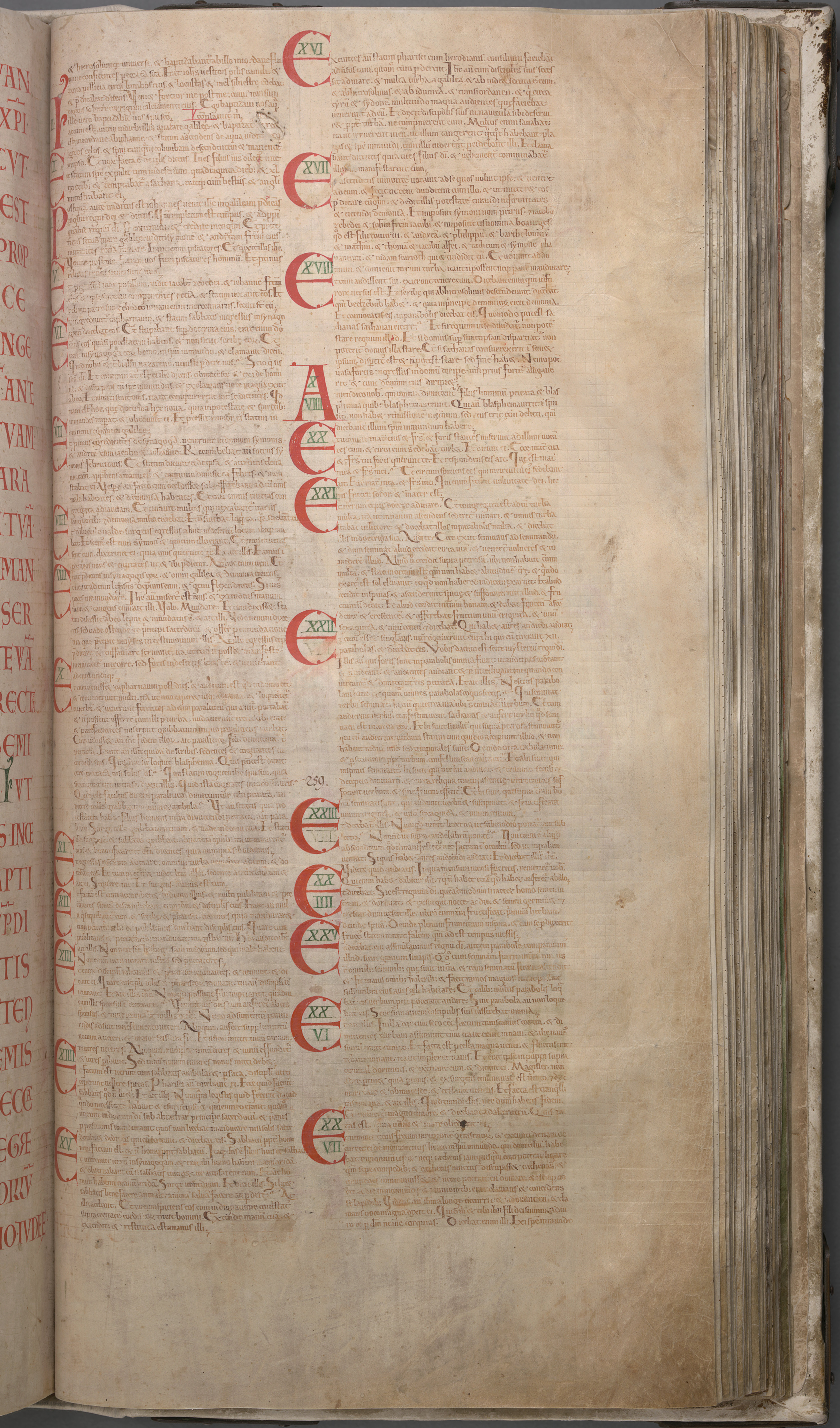
Texto latino de Marcos 1:5-5:8 en el Codex Gigas.

Marcos 2 es el segundo capítulo del Evangelio de Marcos del Nuevo Testamento de la Biblia cristiana. En este capítulo aparecen las primeras discusiones entre Jesús y otros maestros religiosos judíos. Jesús cura a un paralítico y perdona sus pecados, se reúne con el desprestigiado Levi y sus amigos, y discute sobre la necesidad de ayuno, y si se puede o no cosechar alimentos en Sabbat.

## Texto
El texto original fue escrito en Griego koiné. Este capítulo está dividido en 28 Versículos.

### Testigos textuales
Algunos manuscritos antiguos que contienen el texto completo de este capítulo son:
- Codex Vaticanus (325-350)
- Codex Sinaiticus (330-360)
- Codex Bezae (~400)
- Codex Alexandrinus (400-440)
- Codex Ephraemi Rescriptus (~450)

## Estudios críticos
Varios autores tratan Marcos 2:1-3:6 como una sola unidad con fines analíticos. Joseph Mali se refiere a estos Versículos como los que contienen las "Historias del conflicto galileo", aunque señala que no hay consenso entre los eruditos en este campo. Señala "Debates públicos de Marcos" y "diálogos de controversia" como otros términos que se han utilizado para referirse a estos Versículos.: 9 . La Biblia de Jerusalén se refiere a las "Cinco Disputas" expuestas en estos versículos. Vincent Taylor sugiere que este pasaje puede haber existido "como un todo conectado" antes de que se compilara el evangelio.: 11  Johannes Weiss ve su función como establecer "por qué los oponentes de Jesús lo odiaban y lo persiguieron hasta la muerte".: 10 

## Jesús cura a un paralítico
.

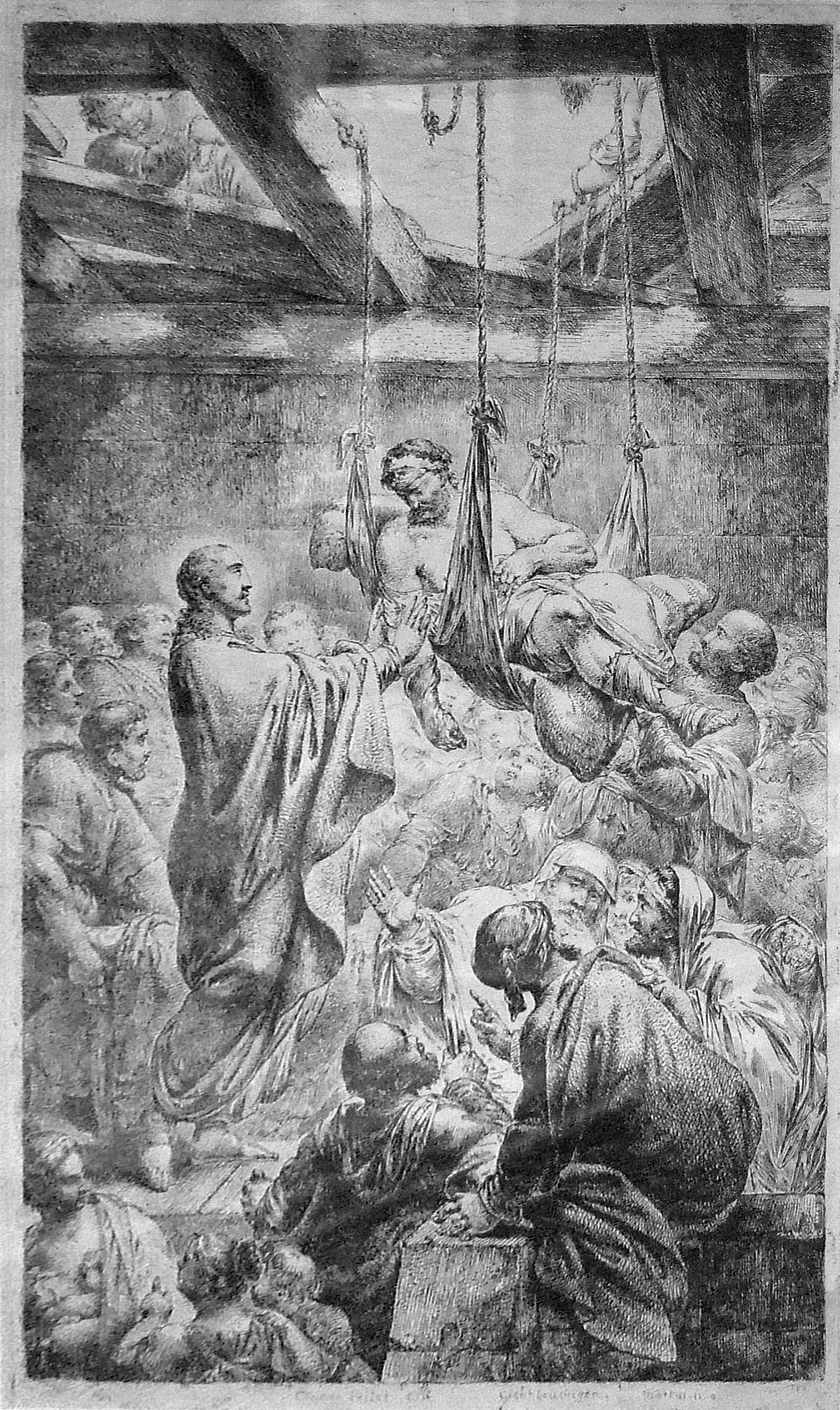
"Cristo cura a un hombre paralítico por la Gota". Marcos 2:4. Grabado de Bernhard Rode, 1780

Jesús regresa a Cafarnaúm después de un período de ausencia en campo abierto (1:35-45). Cuatro hombres que llevaban a un paralítico se acercan a véase a Jesús, pero no pueden pasar entre la multitud. Marcos es el único evangelio canónico que especifica que eran cuatro las personas que lo llevaban. No se indica quiénes son los hombres, pero se da a entender que algunos de ellos tienen fe en Jesús. Dado que Marcos ha enumerado hasta ahora cuatro discípulos, algunos escritores especulan que Marcos podría estar indicando que son ellos los que llevan, pero no hay un acuerdo general al respecto.
Entonces hacen un agujero en el tejado de la casa ἀπεστέγασαν τὴν στέγην, apestegasan tēn stegēn, "destaparon el tejado") y bajan al hombre para que vea a Jesús. Kilgallen sugiere que, dado que "excavaron" a través del tejado, esto indica que se trata de una casa pobre, con el tejado hecho de hojas, corteza y tierra. También podría haber tenido vigas de madera para un soporte más sólido. Este era el tipo ordinario de casa en Judea en aquella época. La Biblia Ampliada de Longman, Strauss y Taylor afirma que "cavaron un agujero en el tejado" y señala que los "tejados de Judea eran generalmente planos y estaban hechos de paja y barro seco"  y La Biblia Viviente se refiere a un "tejado de barro". Tom Wright sugiere que se trata de la propia casa de Jesús. Jesús queda impresionado por su esfuerzo, alabando la fe de todos los hombres, y le dice al paralítico que sus pecados quedan perdonados. Wright sugiere que el perdón se concede en parte por haber creado un agujero en el tejado, pero también que el perdón concedido por Jesús "iba más allá" de esto.Algunos escritores, entre ellos Jerónimo y Ambrosio, excluyen al propio paralítico de la fe elogiada, pero Juan Crisóstomo lo incluye. Jesús llama al hombre "Hijo", un término de afecto.
Algunos de los maestros de la ley presentes (pertenecientes a la secta de los fariseos) se inquietan por ello. "¿Por qué habla así este hombre? ¡Está blasfemando! ¿Quién puede perdonar los pecados sino sólo Dios?". (31). Marcos observa que Jesús "...sabía en su espíritu que esto era lo que pensaban en sus corazones..." (31).
Les dice: "¿Por qué pensáis estas cosas? ¿Qué es más fácil: decir al paralítico: 'Tus pecados te son perdonados', o decirle: 'Levántate, toma tu camilla y anda'? Pero para que sepáis que el Hijo del hombre tiene autoridad en la tierra para perdonar pecados..." Le dice al hombre "...levántate, toma tu camilla y vete a tu casa". (8-11).
Según Raymond E. Brown, puede que fuera más fácil decirle algo al hombre que exigirle que se levantara y caminara. Jesús elige probar su capacidad para perdonar pecados, con una demostración de la capacidad del hombre para caminar. Perdona y cura sólo con la palabra, resaltando el poder de sus palabras. Marcos dice que "todos" se asombraron de esto.
Jesús se refiere a sí mismo como el Hijo del Hombre, ho huios tou anthrōpou (literalmente hijo del ser humano), lo que hace muchas veces en Marcos. Esto se toma de varias maneras en Marcos, pero es un término aceptado por el cristianismo ortodoxo para referirse a su mesianismo. El término se encuentra en otras fuentes judías, por ejemplo Daniel 7:31 y el Libro de Enoc. En la tradición apocalíptica judía, este título representa al juez durante el juicio final. A menudo se le consideraba como un ángel o como un ser celestial que viene como una persona de carne y hueso. Sólo Jesús menciona este título en los Evangelios, usándolo a menudo para hablar de sí mismo en tercera persona. También se ha visto como un símbolo del plan de Dios para todas las personas.
Tanto en Lucas 31 como en Juan 31 Jesús rechaza la idea de que la enfermedad y la desgracia sean el resultado de los pecados.
Los maestros dicen que sólo Dios puede perdonar los pecados.31 y Isaías 31 y 31 como prueba de esta afirmación. Marcos deja así implícito que Jesús es Dios y que la fe en su poder puede conducir no sólo a la curación de males físicos, sino al perdón de los pecados de una persona. Los primeros cristianos pueden haber utilizado esta historia para apuntalar sus afirmaciones sobre la capacidad de Jesús para perdonar los pecados. Así, para los maestros la afirmación de Jesús es una blasfemia, ya que no creen que Jesús sea Dios, pero para el público de Marcos esto confirma su creencia en la divinidad de Jesús.
Este es el primer conflicto entre Jesús y otros maestros judíos en Marcos. Marcos podría estar comenzando su explicación de por qué estas autoridades judías se volvieron más tarde contra Jesús.
Este incidente de la curación de un paralítico y su posterior perdón de sus pecados se relata en todos los Evangelios sinópticos, (Lucas 9 y Mateo Mateo 9:1-Mateo 9:8). Todos los sinópticos coinciden en que el hombre estaba paralítico y que los maestros de la ley estaban indignados con Jesús porque dijo que podía perdonar los pecados del hombre.

### Comentarios
Con las palabras de Jesús, el evangelio pone de manifiesto una forma nueva del sentido salvador de su actuación: cura al cuerpo de las enfermedades y al espíritu de los pecados. Además, se destacan algunas facetas de sus enseñanzas: el poder divino de Jesús que perdona los pecados, conoce los pensamientos de los escribas y cura al paralítico, y la fe activa de los amigos del paralítico que lo llevan hasta Jesús superando todos los obstáculos. 

El Señor Jesucristo, médico de nuestras almas y de nuestros cuerpos, que perdonó los pecados al paralítico y le devolvió la salud del cuerpo, quiso que su Iglesia continuase, con la fuerza del Espíritu Santo, su obra de curación y de salvación, incluso en sus propios miembros. Ésta es la finalidad de los dos sacramentos de curación: del sacramento de la Penitencia y de la Unción de los enfermos.

En la expresión: «Hijo, tus pecados te son perdonados», se deja notar la pedagogía de Jesús. No dice: «Yo te perdono tus pecados», sino que recurre a un circunloquio común de aquel tiempo, que utiliza la voz pasiva, para no usar el nombre propio de Dios. De esta manera se descubre la potestad de Jesús, que se manifiesta en lo que es visible: la curación. 

Cuando hay que castigar o premiar, o perdonar los pecados, o determinar una ley, o hacer cosas mucho más importantes, no encontrarás jamás al Señor llamando a su padre o suplicándole, sino que hace todas estas cosas con propia autonomía

## Llamamiento de Leví

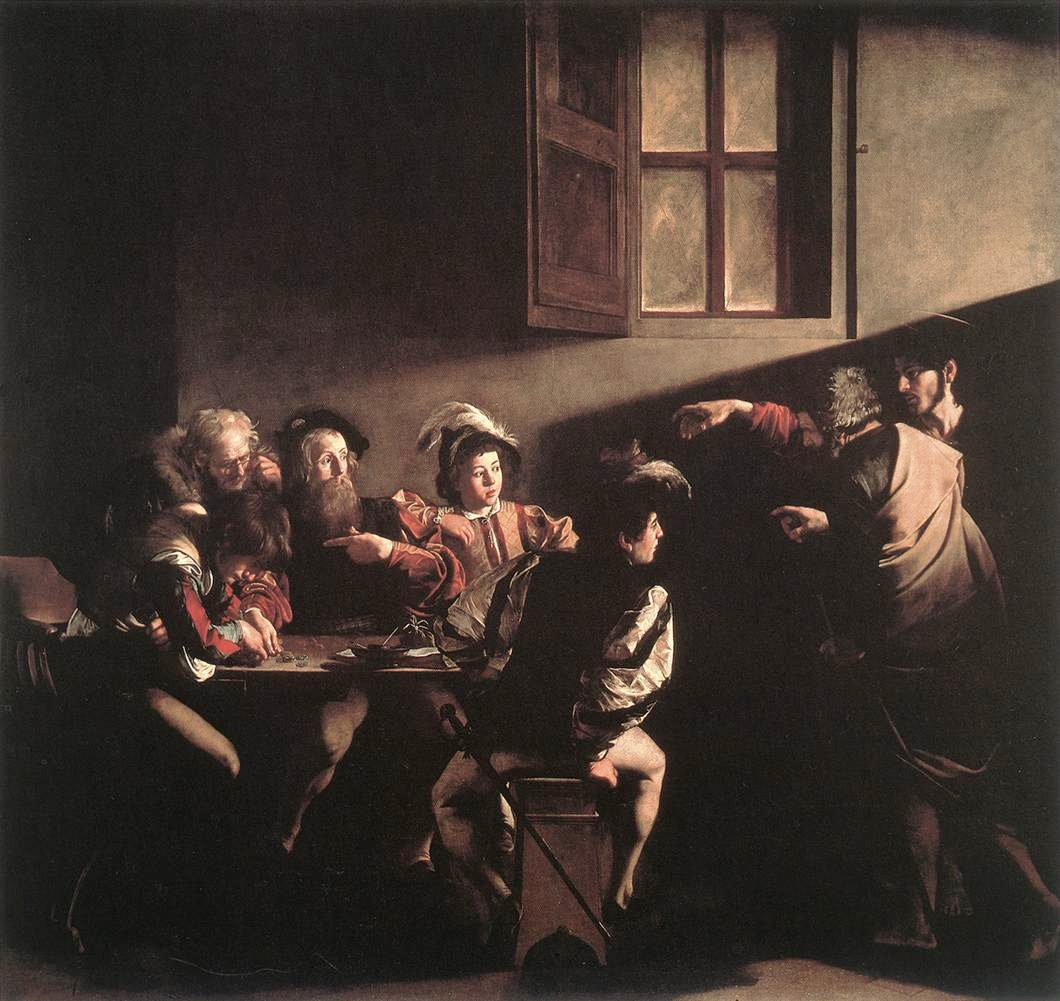
La vocación de San Mateo (Caravaggio)

Jesús, mientras enseña a una gran multitud junto al lago, encuentra a Leví en la caseta del recaudador de impuestos y le dice "¡Sígueme!". Lucas 5:27-29 también lo llama "Leví". La versión de Mateo de esta historia lo menciona claramente como Mateo, el recaudador de impuestos y apóstol, en 31,Mateo 10:3. Marcos lo menciona como Leví hijo de Alfeo, aunque un Alfeo también figura como el nombre del padre de Santiago. Unos pocos manuscritos se refieren a Santiago y no a Leví, pero la mayoría cree que se trata de un intento de corrección por parte de un copista. J.E. Jacquier sugiere que Levi era su nombre original, y que es probable que Mattija, "don de Iaveh", fuera el nombre conferido al recaudador de impuestos por Jesús cuando le llamó al apostolado. quizá un segundo nombre o apodo, y ambos padres tenían el mismo nombre. Marcos nombra a Mateo pero a Leví como uno de los Doce Apóstoles en 31, así que si se tiene en cuenta sólo a Marcos no está claro que este Leví fuera Apóstol.
Un recaudador de impuestos podía significar dos cosas. Podría haber sido un contratista independiente con el Gobierno Romano, que pagaba una cuota a Roma para obtener el derecho a extraer impuestos de la gente de una determinada zona, con una tarifa añadida para el recaudador y sus empleados. También podría haber sido recaudador de peaje para Herodes Antipas, y Cafarnaúm era una zona con un alto tráfico de personas y mercaderes. De cualquier manera, Leví habría sido una persona muy impopular e incluso despreciada.
Jesús y sus discípulos comen "en su casa", en griego ἐν τῇ οἰκίᾳ αὐτοῦ, en tē oikia autou) con Leví y sus amigos de mala reputación y los "maestros de la ley que eran fariseos" (31) preguntan a sus discípulos por qué. Algunas autoridades antiguas formulan la pregunta como "por qué come y bebe" con ellos. Generalmente se entiende que la casa era de Leví, pero el texto no es seguro, y Nicoll se refiere a una sugerencia de que "Jesús, y no Mateo, era el verdadero anfitrión en la reunión social": la "llamada" a los pecadores puede leerse como una "invitación", igual que un anfitrión podría invitar a los comensales a una comida.
Enseñar la ley era una profesión, y los fariseos eran un grupo de hombres considerados píos. No está claro si asistieron a la cena o simplemente estaban al tanto de ella. La correcta preparación y consumo de los alimentos son muy importantes en el judaísmo. Incluso algunos judíos, como los fariseos, consideraban peligroso comer con quienes no observaban las mismas costumbres alimenticias. Véase también el "Incidente en Antioquía" 2:11-21.
Jesús responde el famoso "No son los sanos los que necesitan médico, sino los enfermos. No he venido a llamar a los justos, sino a los pecadores" Mateo le hace decir "Pero id y aprended lo que esto significa: 'Misericordia quiero, no sacrificio'" entre las dos frases de la versión de Marcos. Lucas dice "... sino a los pecadores al arrepentimiento". Jesús se compara con un médico para mostrar que, al igual que un médico combate la enfermedad trabajando con los enfermos, Jesús debe ir a los pecadores para ayudarles a superar sus pecados. Jesús había anunciado antes que su misión era una llamada al arrepentimiento en 1:14-15.
Los Oxirrinco Evangelios 1224 5:1-2 también recogen este episodio de "cena con pecadores".
Jesús termina así el debate con una declaración sin refutación por parte de sus oponentes. Muchos lo véase como una forma de Marcos de contar la historia para preparar a Jesús para sus palabras memorables, que Marcos utiliza en los dos incidentes siguientes y también en otros. Los eruditos han etiquetado este método de narración como Adagio, chreia o historia de pronunciamiento. Los tres sinópticos hacen que esto ocurra después de la curación del paralítico.
Marcos dice que mucha gente siguió a Jesús. En contraste con los seguidores de Jesús atrajo, no está claro cuántos discípulos reales (estudiantes) que reclutó, sólo Lucas 6:17 lo llama una "gran multitud de ... discípulos", y 6:66 dice que muchos se fueron.

### Comentarios
Se narra aquí escuetamente la vocación de «Leví, el de Alfeo». El primer evangelio, precisa que se trata de  mateo, uno de los Doce Apóstoles (3,18). El hecho de comer juntos tenía una clara significación como muestra de amistad entre personas. Los evangelios nos representan a Jesús a la mesa con fariseos, con sus amigos, como Lázaro de Betania , con sus discípulos y, aquí, con publicanos y pecadores. Jesús utilizó a menudo la imagen del banquete del Reino (Mt 22,1-14; Lc 14,16-24). El sentido del pasaje es claro: Jesús no excluye a nadie en su llamada a la salvación: 

No he venido para que sigan siendo pecadores, sino para que se conviertan y lleguen a ser mejores.

Jesús llama a todos ya que su misión redentora es universal. ¿Cómo explicar la aparente restricción de Jesús, al decir que no ha venido a llamar a los justos?. En realidad, no es una restricción. Jesús reprocha a los escribas su actitud de soberbia pues se consideraban justos y su complacencia en esa supuesta santidad les alejaba de la llamada a la conversión, ya que pensaban que se salvarían por sí mismos.

¡Oh, qué recia cosa os pido, verdadero Dios mío: que queráis a quien no os quiere, que abráis a quien no os llama, que deis salud a quien gusta de estar enfermo y anda procurando la enfermedad! Vos decís, Señor mío, que venís a buscar los pecadores. Estos, Señor, son los verdaderos pecadores. No miréis nuestra ceguedad, mi Dios, sino a la mucha sangre que derramó vuestro Hijo por nosotros.

## Ayuno y odres nuevos
Algunas personas preguntaron por qué los discípulos de Juan el Bautista y los fariseos (a menudo) ayunan, o se dedicaban a ayunar justo en ese momento, pero los discípulos de Jesús no ayunaban (Marcos 2:18). La gente ayunaba por muchas razones, como el luto o la penitencia, pero otra razón era prepararse para la esperada venida del mesías y quizá incluso acelerar el proceso. Heinrich Julius Holtzmann sugiere que los discípulos de Juan podrían haber estado ayunando "a causa de la pérdida de su maestro", aunque Meyer considera que se trata de una interpretación sin fundamento.
Jesús respondió a su pregunta, diciendo "¿Podéis hacer ayunar a los hijos de la cámara nupcial, mientras el esposo está con ellos?". Se hace referencia a Él como novio en varios lugares del Nuevo Testamento, como en 31, 2 Corintios. 31, la Epístola a los Efesios 31 y el Revelación. 31 y 31. El hecho de que Jesús hable de sí mismo como el novio tiene connotaciones mesiánicas. No tiene sentido ayunar porque el mesías, Jesús, ya está aquí y su venida es como la celebración de una boda, en la que la gente no ayuna.
Jesús dice entonces que el novio será "arrebatado de ellos" y entonces sus discípulos ayunarán "en aquel día", o "en aquellos días".  Los tres evangelios sinópticos utilizan la misma frase, ἀπάρθη ἀπ' αὐτῶν (aparthē ap' autōn), que no aparece en ninguna otra parte del Nuevo Testamento. Las palabras se toman como una alusión a la muerte de Jesús. Para los que no creen que Jesús tuviera conocimiento previo de su muerte, esto se toma como una interpolación de la Iglesia primitiva.
El relato de Marcos sigue a esto con "Nadie cose un remiendo de tela descosida en una prenda vieja. Si lo hace, la pieza nueva se separará de la vieja, empeorando la rotura. Y nadie echa vino nuevo en odres viejos. Si lo hace, el vino reventará los odres, y tanto el vino como los odres se echarán a perder. No, se echa vino nuevo en odres nuevos". (Marcos 2:21-21)
Su significado exacto en el contexto original no está del todo claro para los estudiosos de hoy. Se interpreta fácilmente como que Jesús estaba proponiendo una nueva forma de hacer las cosas. El nuevo parche "sin deshilachar" para el paño no se puede pegar al paño viejo, ya que se encogerá y empeorará el desgarro del paño. Tampoco se puede usar vino "nuevo" con odres "viejos", ya que el vino nuevo fermentará, se expandirá y romperá los odres viejos. Así pues, parece que a Jesús le preocupa que se conserven tanto el parche y el vino "nuevo" como el paño "viejo" y los odres viejos. Esto podría ser Jesús tratando de transmitir que uno debe desprenderse de esas cosas viejas que son incompatibles con su nuevo camino.
Ignacio de Antioquía, entre otros, lo interpretó como que Jesús estaba diciendo que él era la inicio de una nueva religión separada de Juan el Bautista y del judaísmo del Segundo Templo. Algunos cristianos la han utilizado para proponer nuevas formas de ser cristiano o incluso formas completamente nuevas de cristianismo. Ya en el siglo II, Marción lo utilizó para justificar su doctrina, más tarde llamada marcionismo y considerada herética.
La interpretación favorecida por Juan Calvino no sufre de las inconsistencias y la desconexión de las interpretaciones enumeradas anteriormente. En su Commentary on Matthew, Mark, and Luke], Calvino afirma que los odres viejos y el vestido viejo representan a los discípulos de Jesús, y el vino nuevo y el paño sin estrujar representan la práctica de ayunar dos veces por semana. Ayunar de esta manera sería una carga para los nuevos discípulos, y sería más de lo que podrían soportar.

### Comentarios
Al acusar a los discípulos de aflojar en las prácticas de penitencia, están acusando también a su Maestro. La respuesta de Jesús, bajo la imagen del esposo, insinúa que Él es más que un maestro: es el Mesías, ya que una de las figuras con las que caracterizaba  el Antiguo Testamento al Mesías era la del esposo. Con esa imagen Jesús resalta sobre todo la alegría que supone su venida. No dice que las prácticas penitenciales hayan de cesar, sino que ante el Mesías quedan en  segundo plano. La respuesta de Jesús también indica las relaciones entre la Antigua y la Nueva Alianza. Jesús muestra la diferencia entre el espíritu que Él trae y el del judaísmo de su época. El espíritu nuevo no será una pieza añadida a lo viejo, sino que es un principio vivificante de las enseñanzas perennes de la antigua revelación: 

Lo que había permanecido de antes debía ser cambiado, como la circuncisión, o completado, como el resto de la Ley, o cumplido, como la profecía, o perfeccionado, como la misma fe. Con la venida del Evangelio, la nueva gracia de Dios renovó todo lo carnal en espiritual, limpiando completamente todo lo antiguo.

## Recoger grano en sábado
.

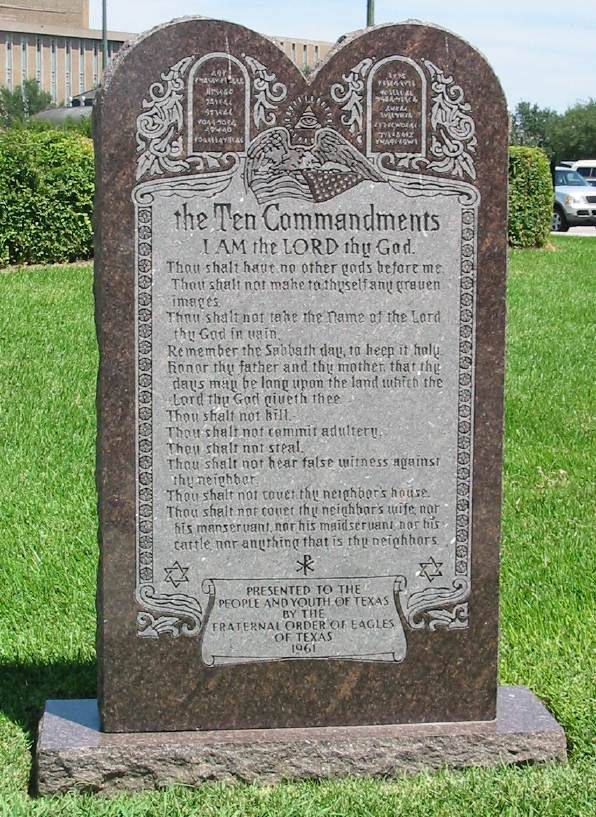
Los Diez Mandamientos en un monumento en los terrenos del Capitolio del Estado de Texas. El tercer mandamiento no sangrado que aparece es "Acuérdate del Día de reposo, para santificarlo"

Un sábado iba por los sembrados; y mientras iban de camino, sus discípulos empezaron a arrancar espigas. Los fariseos los acusaron de quebrantar el sábado (Marcos 2:23-24). El mandamiento de observar el sábado se encuentra en el Éxodo. Éxodo 31:16-17, un "pacto perpetuo ... [para] los pueblo de Israel". Algunos piensan que esto no es histórico, sino que es la forma literaria de Marcos de debatir cuestiones relativas a la observancia del sábado. E. P. Sanders sostiene que estos debates sobre el sábado, el lavado de manos y la comida son construcciones artificiales de Marcos, ya que hubo debates entre Pablo y otros cristianos (Gal 2:11-14; Gal 4:10; Rom 14:1-6) sobre la cuestión después del ministerio de Jesús.  El Seminario de Jesús determinó que 2:23-28, Mateo 12:1-8, Lucas 6:1-5 son actos "rosas" de Jesús, es decir, "una aproximación a lo que Jesús hizo" y los denominan "observancia del sábado".
Jesús les señala una historia sobre David que se encuentra en 1 Samuel 31. David comió el pan consagrado especial reservado para los sacerdotes, detallado en Levítico 31. En Marcos, Jesús dice que esto fue cuando Abiatar era sumo sacerdote, mientras que Samuel dice que el sumo sacerdote era Ajimelec, padre de Abiatar. Ni Lucas 31 ni Mateo 31 nombran al sumo sacerdote. Marcos puede haber cometido simplemente un error o tener una copia incompleta o inexacta de los Libros de Samuel. Algunos manuscritos marcanianos tempranos omiten esta frase, pero la mayoría de los eruditos piensan que el nombre del sacerdote fue escrito originalmente por Marcos, no por un copista posterior.
Jesús dice entonces "El sábado fue hecho para el hombre, no el hombre para el sábado. Así que el Hijo del hombre es Señor hasta del sábado". (31) Así, las necesidades humanas tienen prioridad sobre la estricta observancia de la ley. Algunos lo ven como una desviación radical de la interpretación judía de la ley. Ni Lucas 31 ni Mateo 31 tienen la primera frase poniendo a la gente por delante del sábado. Puesto que los críticos de la forma creen que el documento Q y que Lucas y Mateo copiaron de Marcos, muchos argumentan que podrían haber encontrado esto demasiado radical y por eso optaron por no incluirlo. Jesús afirma aquí que sabe para qué sirve el sábado y, por tanto, que conoce la mente de Dios, algo que sólo Dios podría hacer, y se equipara a sí mismo con el "Señor del sábado", Dios. El pasaje tiene así un clímax cristológico.
La mayoría de estudiosos coinciden en que el sábado y la observancia adecuada de Ley mosaica en general fueron un punto de discordia entre Jesús y otros maestros judíos. Una postura minoritaria, sostenida por estudiosos como E. P. Sanders, es que éstos no constituyen prueba de un rechazo de la ley, por ejemplo, Sanders afirma que no hubo un conflicto significativo entre los fariseos como grupo y Jesús y que la Iglesia tardó algún tiempo en llegar a su postura sobre el sábado, lo que hace difícil creer que Jesús enseñara específicamente una postura u otra.  El artículo de la Enciclopedia Judía sobre Jesús argumenta que la Halakah ("Ley Judía") no estaba en una forma tan definida en este período debido a las disputas de Bet Hillel y Bet Shammai.
Hubo debates dentro del Cristianismo primitivo, como en el Concilio de Jerusalén entre Pablo y los Cristianos judíos, sobre cuánto de la Ley de Moisés se debía seguir. Este pasaje podría haber sido utilizado por la Iglesia primitiva en defensa de su menos que estricta observancia del sábado contra judíos como los fariseos que mantenían una línea más dura en la observancia del sábado. El artículo de la Enciclopedia Judía sobre Jesús señala: "...los rabinos más estrictos sólo permitían salvar la vida para excusar el más mínimo recorte del descanso sabático (Shab. xxii. 6)".
Estos relatos son casi totalmente iguales en Lucas 5-6, y en Mateo, excepto el relato del sábado, que aparece en Mateo en el capítulo 12. No aparecen en Juan, excepto quizá la del paralítico.
Según la Jewish Encyclopedia: Nuevo Testamento: Pasajes malentendidos:

El malentendido del término "be-ḥad le-shabba tinyana" (el primero de la segunda semana después de Pascua), conservado sólo en Lucas vi. 1, provocó la confusión de la ley relativa a los nuevos productos del año (Lev. xxiii. 11-14) con la ley del sábado (véase Jew. Encyc. vii. 168, s.v. Jesús). En un caso Jesús, refiriéndose a David, defendió a sus discípulos, que en su hambre arrancaron el maíz nuevo en el campo y lo comieron sin esperar la ofrenda sobre el altar; en el otro caso, él mismo hizo caso omiso de la ley del sábado en vista del "pikkuaḥ nefesh" (peligro de la vida), un caso en el que los rabinos admitieron la suspensión de la ley, sobre el principio: "El sábado te es entregado a ti ["el hijo del hombre"], y no tú al sábado" (véase Mek. , Wayaḳhel, 1; Chwolson, "Das Letzte Passahmahl", 1892, pp. 59-67, 91-92).

El artículo de Jewish Encyclopedia sobre Gentil: A los gentiles no se les puede enseñar la Torá señala la siguiente reconciliación:

R. Emden, en una notable apología del cristianismo contenida en su apéndice a "Seder 'Olam" (pp. 32b-34b, Hamburgo, 1752), da su opinión de que la intención original de Jesús, y especialmente de Pablo, era convertir sólo a los gentiles a las siete leyes morales de Noé y dejar que los judíos siguieran la ley mosaica - lo que explica las aparentes contradicciones en el Nuevo Testamento con respecto a la leyes de Moisés y el Sabbat.

### Comentarios
En tiempos de Jesús, los fariseos habían establecido prescripciones detalladas para el cumplimiento de la Ley, que, desprendidas de su espíritu, se convirtieron en una pesada carga. Con un ejemplo y una frase proverbial, Jesús explica que tales preceptos deben ceder ante la ley natural: el precepto del sábado no puede estar por encima de las necesidades de la subsistencia. El Concilio Vaticano II se inspira en este pasaje para subrayar el valor de la persona humana: «

La ordenación de las cosas debe someterse al orden personal y no al contrario. 

Pero, sobre todo, Jesús se presenta como «señor del sábado»: si se tiene presente que el precepto del sábado es de institución divina, Jesús se está presentando implícitamente como Dios. Los panes de la proposición eran doce panes recién cocidos, que se colocaban cada semana en la mesa del santuario como homenaje de las doce tribus de Israel al Señor. Los panes reemplazados quedaban reservados para los sacerdotes que atendían el culto. La conducta de Abiatar, que cogió estos panes y se los dio a la población hambrienta se fundaba en la práctica del Antiguo Testamento, donde los preceptos de la Ley de menor rango cedían ante los principales. Cristo restituye al descanso semanal toda su fuerza religiosa. No se trata del mero cumplimiento de unos preceptos legales, ni de preocuparse sólo de un bienestar material: el sábado pertenece a Dios y es un modo, adaptado a la naturaleza humana, de descansar y de rendir gloria y honor al Todopoderoso. La Iglesia, desde el tiempo de los Apóstoles, trasladó la observancia de este precepto al día siguiente, domingo —día del Señor—, para celebrar la Resurrección de Jesús.